# Africactenus poecilus
Africactenus poecilus är en spindelart som först beskrevs av Tord Tamerlan Teodor Thorell 1899.  Africactenus poecilus ingår i släktet Africactenus och familjen Ctenidae. Inga underarter finns listade i Catalogue of Life.